# Gambia International Airlines
Die Gambia International Airlines, oft als GIA abgekürzt, ist eine gambische Abfertigungsgesellschaft mit Sitz in Banjul. Zwischen 2000 und 2005 war sie zudem die nationale Fluggesellschaft des Staates. Die Eigentumsrechte der Gesellschaft liegen zu 99 Prozent beim gambischen Staat und zu einem Prozent bei der Gambia Telecommunications Company, die wiederum im Besitz des Staates Gambia ist.

## Geschichte
Die Fluglinie wurde am 23. Januar 1996 gegründet und startete mit dem operativen Betrieb am 1. März 1996. Die Gesellschaft war zunächst nur als Abfertigungsgesellschaft auf dem Banjul International Airport tätig, erweiterte aber den Geschäftsbereich später auf den aktiven Flugdienst. In Kooperation mit der Air Namibia gab es den Erstflug am 1. Dezember 2000.
Im Jahr 2005 besaß die Fluggesellschaft keine eigenen Flugzeuge mehr und konzentrierte sich auf die Passagier- und Frachtabfertigung auf dem Flughafen. Im Jahr 2007 wurde der aktive Flugdienst dann eingestellt, als Abfertigungsgesellschaft ist das Unternehmen weiterhin tätig.

## Flugziele
Die Gambia International Airlines flog, nach dem Stand vom Januar 2005, folgende Flugziele an:
- Dakar, Freetown, Lagos und London

## Flotte
Im Jahr 2004 flog die Gesellschaft mit einer Boeing 737-200 und einer Boeing 737-800. Diese Maschinen wurde knapp ein Jahr später abgeschafft. Die Gesellschaft benutzte dann noch Flugzeugtypen wie die Fokker F28 und Antonow An-22 für den Frachtflugverkehr.